# Schistidium atrichum
Schistidium atrichum là một loài Rêu trong họ Grimmiaceae. Loài này được (Müll. Hal. & Kindb.) W.A. Weber mô tả khoa học đầu tiên năm 1976.